# Elżbieta Międzik
Elżbieta Międzik (ur. 5 czerwca 1983 w Krakowie) – polska koszykarka grająca na pozycji rzucającej lub skrzydłowej. Mistrzyni Belgii, medalistka mistrzostw Polski, reprezentantka Polski. W latach 2009–2015 występowała pod nazwiskiem Mowlik.

## Kariera sportowa
Karierę sportową rozpoczęła w MKS Podgórze, od 1996 była zawodniczką Korony Kraków. W barwach Korony zadebiutowała w I lidze w sezonie 1997/1998. W latach 1998–2002 była uczennicą Szkoły Mistrzostwa Sportowego w Warszawie. Ze szkolną drużyną w latach 1998-2000 występowała w I lidze, w latach 2000-2002 w ekstraklasie. W sezonie 2002/2003 była zawodniczką Wisły Kraków. W 2003 została zawodniczką belgijskiej drużyny Dexia Namur, występowała w niej z Krystyną Szymańską-Larą oraz Anną Wielebnowską. W latach 2004, 2005, 2006 i 2007 zdobyła mistrzostwo Belgii i Puchar Belgii. W przerwie zimowej sezonu 2007/2008 przeszła do francuskiej drużyny Arras Basket. W sezonie 2008/2009 została zawodniczką Utex ROW Rybnik, ale wystąpiła tylko w 11 spotkaniach i w listopadzie 2008 przerwała grę z uwagi na urlop macierzyński. W czerwcu 2009 urodziła córkę i w sezonie 2009/2010 powrócił do gry, w zespole INEA AZS Poznań. Po dwóch sezonach w barwach poznańskiej drużyny, w 2011 przeniosła się do Artego Bydgoszcz. Z bydgoskim klubem zdobyła dwa brązowe medale mistrzostw Polski (2013, 2014) i dwa wicemistrzostwa Polski (2015, 2016).
Z reprezentacją Polski kadetek wystąpiła na mistrzostwach Europy w 1997 (9. miejsce) i 1999 (6. miejsce), z reprezentacją Polski juniorek zdobyła brązowy medal mistrzostw Europy w 2000, na mistrzostwach świata w 2001 zajęła 10. miejsce, na mistrzostwach Europy w 2002 zajęła 6. miejsce. Z reprezentacją Polski seniorek wystąpiła na mistrzostwach Europy w 2005 (7. miejsce), 2011 (11. miejsce) i 2015 (18. miejsce).
Jest córką koszykarza reprezentacji Polski Jacka Międzika i koszykarki II-ligowego AZS Kraków Anny Międzik, z d. Pirowskiej. W grudniu 2009 wyszła za mąż za kierownika drużyny Lecha Poznań – Łukasza Mowlika, w 2015 powróciła do panieńskiego nazwiska.
23 maja 2018 podpisała kolejną umowę z Artego Bydgoszcz.

## Osiągnięcia
Drużynowe
- Mistrzyni:
  - Belgii (2004–2007)
  - Polski AZS w grach zespołowych (2010)[5]
- Wicemistrzyni Polski (2015, 2016, 2018[6], 2020)
- Brązowa medalistka mistrzostw Polski (2013, 2014)
- Zdobywczyni pucharu:
  - Belgii (2004–2007)
  - Polski (2018)[7]
- Finalistka Superpucharu Polski (2020)[8]
- Uczestniczka rozgrywek Euroligi (2004/05, 2005–2008)

Indywidualne
- Uczestniczka meczu gwiazd PLKK (2002, 2011, 2012, 2014)
- MVP mistrzostw Polski AZS w grach zespołowych (2010)[5]
- Liderka PLKK sezonu zasadniczego w skuteczności rzutów za 3 (2017, 2019, 2020)[9]

Reprezentacja
- Brązowa medalistka mistrzostw Europy U–18 (2000)
- Uczestniczka 
  - mistrzostw Europy:
    - 2005 – 7. miejsce, 2011 – 11. miejsce, 2015 – 18. miejsce
    - U–16 (1997 – 9. miejsce, 1999 – 6. miejsce)

  - mistrzostw świata U–19 (2001 – 10. miejsce)